# Vanitas (Guercino)
Vanitas è un dipinto a olio si tela (cm 30,5x39) di Giovanni Francesco Barbieri, detto Guercino, databile al 1619-20. L'ubicazione attuale è ignota, precedentemente apparteneva alla collezione di Richard L. Feigen a New York.

## Storia
Il dipinto è stato pubblicato per la prima vola da Luigi Salerno nel 1988. Viene citato nella seconda edizione della Felsina Pittrice de Carlo Cesare Malvasia. Fu lodato da Francesco Algarotti, che lo vide a Venezia nel 1760 e scrisse che «nella sacrestia dei medesimi Cappuccini avreste veduto un teschio d'uomo con un orologio da polvere toccati dal Guercino con una bravura indicibile». Il dipinto è citato anche da Adamo Chiusole e da Righetti Dondini in un manoscritto a margine della sua Guida.
Nel verso del quadro si trova una scritta ottocentesca: «Siccome in una nota da Felsina Pittrice riformata si legge a pagina 279 non lasceremo di ricordare che nella sagrestia de’ Cappuccini di Cento un quadrettino rappresentante un teschio con un orologio da polvere, lodatissimo dall’Algarotti; ma nel tempo dell’invasione francese sparì senza che nessuno abbia mai saputo chi lo si pigliasse – così essendosi rimarcato che nel presente quadretto vi è l’imprimitura particolare praticata ne’ primi tempi dal Guercino, e che le rose sono egualissime alle sparse nel sepolcro della B.V. Assunta, opera insigne di Guercino in Casa Tanara, si è giudicato da migliori intelligenti essere questo quel quadrino preciso di cui parla detta notazione e dall’Algarotti nella sua lettera del 27 settembre 1760 a Giampietro Zanotti oltre il rimarco di altre circostanze e a giudizio già pronunciato in addietro da Giuseppe Sedazzi.» Sedazzi era un pittore dell'Ottocento. Fu segnalata da Atti nel 1861.  Nel XIX secolo il quadro era nella collezione della eminente famiglia bolognese Bolognini-Amorini, che vantava fra i suoi membri lo storico dell'arte il Marchese Antonio.
Passò poi  in una collezione privata a Zurigo, in seguito fu acquistata dal collezionista statunitense Richard L. Feigen. L’opera è stata esposta nel 2010 presso la Yale University Art Gallery di New Haven, in occasione della mostra Italian Paintings from the Richard L. Feigen Collection (28 maggio – 12 settembre 2010, n. 46).
Il dipinto è stato infine venduto all’asta da Christie's a New York il 1º maggio 2019, dove è stato aggiudicato per la somma di 2.415.000 dollari, a fronte di una stima compresa tra 2.000.000 e 3.000.000 di dollari. La vendita era assistita da una garanzia finanziata, in tutto o in parte, da un terzo che poteva partecipare all’asta e ricevere una commissione da Christie’s. 

## Descrizione e stile
Il quadro raffigura una natura morta di tipo vanitas, dominata da un teschio umano collocato sopra un libro aperto, le cui pagine sono voluminosamente rigonfie. A sinistra, in un vaso di vetro scuro, si trovano due rose, probabilmente appassite. A destra, in un secondo vaso di vetro trasparente, è sistemato un mazzo di fiori misti, tra cui si riconoscono garofani, margherite e altri fiori di campo. Legato al vaso è visibile un cartellino con iscrizione parzialmente leggibile. In primo piano, sulla destra, si trova una clessidra, che richiama visivamente il tema del tempo che scorre. L'intera composizione è costruita su un tavolo scuro, con luce radente da sinistra che modella in modo teatrale il volume del cranio e degli oggetti.
Il Guercino ha trattato il tema dell'inesorabile passare del tempo diverse volte, per esempio: Et in Arcadia Ego, La Maddalena del Blanton Museum (Austin) e altre. Salerno, che l'ha datata 1618-1620, ammette la possibilità che i fiori siano stati aggiunti, anni dopo, dal fratello Palo Antonio, scrivendo anche che «la capacità del Guercino di  rendere la poesia delle cose semplici, come in questo caso il teschio e il libro, dovettero influenzare un pittore come Giuseppe Maria Crespi, che a sua volta cercò di esprimere la poesia dei vecchi libri di musica.»